# 神舘和典
神舘 和典（こうだて かずのり、1962年〈昭和37年〉 - ）は、日本のフリーランスのジャーナリスト。東京都練馬区生まれ。

## 略歴
- 1983年（昭和58年）フリーランスとして音楽誌『ポップギア』（CBSソニー出版）『ドラム・マガジン』『ベース・マガジン』（以上リットー・ミュージック）『東京中日スポーツ』などで執筆
- 学生時代からフリーランスで執筆。
- 1989年（平成元年）出版社入社。経営者雑誌、健康雑誌の編集部に在籍。
- 1996年（平成 8年）別の出版社に転職し書籍の編集を行いながら、他の出版社の雑誌で執筆。
- 1998年（平成10年）ニューヨークへ拠点を移し、アメリカでのジャズやロックの取材をより本格化。
- 1999年（平成11年）ニューヨーク、ロサンゼルス、東京で、1か月に2人のペースで現存するジャズの巨匠のインタビューを行う。主な取材はアーティストの自宅やNYのジャズクラブのバックヤード。（2000年）
- 2000年（平成12年）取材の拠点を日本に戻す。

現在まで、国内外の週百の有名アーティスト・ミュージシャンへ取材し執筆活動を続ける。
『文春トークライブ』のMCを務めていた。

## 出演
- 『情報プレゼンター とくダネ!』（フジテレビ）
- 『ザ・ワイド』（日本テレビ）
- 『寺島尚正 ラジオパンチ』（文化放送）
- 『クロノス』（TOKYO-FM）
- 『ブルー・オーシャン』（TOKYO-FM）
- 『japanぐるーヴ』（BS朝日）
- 『今度ナニ観る⁉』（BS朝日）

など多数。

## 執筆
- レギュラーコラム〜『ゲーテ』（幻冬舎）。『クロワッサン』『クロワッサン プレミアム』（以上マガジンハウス）などでも執筆
- 過去の主な連載〜『AMUSE』（毎日新聞社）、『ブルータス』『ダカーポ』『HERS』『ターザン』『BRIO』『CREA』などでも執筆

## 主な著書
- 『ジャズの鉄板50枚＋α』（新潮社）
- 『上原ひろみ サマーレインの彼方』（幻冬舎）
- 『音楽ライターが、書けなかった話』（新潮社）
- 『25人の偉大なジャズメンが語る名盤・名言・名演奏』（幻冬舎）
- 『偉大なるジャズメンとの対話』（ヤマハミュージックメディア）
- 『「メール好感度」を格段に上げる技術』（新潮社）
- 『墓と葬式の見積もりをとってみた』（新潮社）
- 『うんちの行方』（新潮社）※共著

など多数。